# Оленеску-Асканио, Димитрий
Димитрий (Димитру) Оленеску (литературный псевдоним — Асканио (рум. Dumitru Ollănescu-Ascanio; 21 марта 1849, Фокшаны — 20 января 1908, Бухарест) — румынский писатель, драматург, поэт и переводчик, член Румынской академии, вице-президент академии в 1898—1900 и 1903—1906 годах. Дипломат.

## Биография
Родился в богатой дворянской семье. Представитель обуржуазившегося дворянства. Изучал право в Париже. После чего посвятил себя дипломатической карьере.
Совместно с Н. Петреску издавал журнал «Literatura şi arta română» (Румынская литература и искусство), в котором принимал участие ряд крупных румынских писателей.

## Творчество
Расцвет литературной деятельности Оленеску приходится на годы укрепления румынской буржуазии. Литературную известность Оленеску приобрел рядом поэтических произведений, оригинальных и переводных, напечатанных в «Convorbiri literari» под псевдонимом Ascanio.
Переводил французских драматургов («Ruy Blas» В. Гюго и др.), после чего и сам встал на путь драматургии.
Оригинальный поэт. Автор ряда комедий, пользовавшихся большой популярностью («Doctorul satului», «Pribeagul» (Скиталец), «Primul bal» (Первый бал)). Ему принадлежит резко-сатирическая комедия «Pe malul gârlei» (На берегу ручья), написанная после войны с турками 1877 г.
Перу Оленеску принадлежит также ряд новелл, сатир, пьес.
Вкладом в румынскую переводную литературу является его перевод Горация («Ode, epode, carmen saeculere», 1891), за который Оленеску был премирован Румынской академией в 1892 г.

### Избранные сочинения
- Pe malul gârlei, 1879
- Ode, epode, 1891
- Ad Pisones (Ars poetica), 1891
- Teatru, 1893
- Vasile Alecsandri, 1894
- Satire, 1896
- Poezii (1878—1898) , 1901
- Satire. Pe malul gârlei, 1908